# Districtul Đakovica
Districtul Dakovica (pronunție [geakovița]; în albaneză Komuna e Gjakovës, în sârbă Ђаковички округ, cu alfabetul latin: Đakovički okrug) este unul din cele șapte districte din Kosovo, cu sediul în orașul Dakovica.

## Municipii
Districtul include municipiile:
- Đakovica
- Dečani
- Orahovac

## Sate
Primul nume este în limba sârbă, al doilea în albaneză
Municipiul Dakovica:
| - Babaj Boks / Babaj I Bokës - Bardosan / Bardhasan - Batusa / Botushë - Bec / Bec - Berjak / Berjahë - Bistražin / Bishtrazhin - Brekovac / Brekovc - Brovina / Brovinë - Ćeret / Qerret - Ćerim / Qerim - Crmljane / Cërmjan - Damjane / Damjan - Deva / Devë - Dakovica / Gjakovë Qytedi - Dakovica / Gjakovë Jasht Qytedi - Doblibare / Doblibarë - Dobric / Dobriqë - Donje Novo Selo / Novosellë e Poshtmë - Dujak / Dujakë - Erec / Hereç - Firza / Firzë - Goden / Goden - Gornje Novo Selo / Novosellë e Epërme | - Grćina / Gërqina - Grgoc / Gërgoc - Guska / Guskë - Jablanica / Jabllanicë - Jahoc / Jahoc - Janoș / Janosh - Kodralija – Becka / Kodralija - Beckë - Korenica / Korenicë - Koșare / Koshare - Kraljane / Kralanë - Kușevac / Kushavec - Lipovac / Lipovec - Marmule / Marmullë - Meca / Meqë - Meja Orize / Orizë - Moglica / Moglicë - Molić / Molliq - Novokaz / Nivokaz - Osek Hilja / Osek Hilë - Osek Pașa / Osek Pashë - Paljabarda / Palabardhë - Petrușan / Pjetershtan - Ponosevac / Ponoshec | - Popovac / Popovc - Raca / Racë - Racaj / Rracaj - Radonjić / Radoniq - Rakoc / Rakoc - Ramoc / Ramoc - Rogovo I / Rogova I - Rogovo II / Rogovë II - Sadikagin Zid / Zidi Sadikagës - Šeremet / Sheremet - Šišman / Shishman I Bokes - Skivjane / Skivjan - Smac / Smaçë - Smocica / Smolicë - Stubla / Stubell - Trakanić / Trakaniq - Ujz / Ujez - Vogovo / Vogocë - Vranić / Vraniq - Zabelj / Zhabel - Zdrelo / Zhdrellë - Žub / Zhub - Zulfaj / Zulfaj |

Municipiul Dečani:
| - Babloc / Baballoq - Beleg / Beleg - Dașinovac / Dashinovc - Dečani / Deçan - Donji Ratist / Ratishi i Ultë - Donji Streoc / Strellci i Ultë - Drenovc / Drenovac - Dubovik / Dubovik - Glodjane / Gllogjan - Gornji Crnobreg / Carrabreg I Epërm - Gornji Ratis / Ratishi i Epërm | - Gornji Streoc / Strellc i Epërm - Gramocelj / Gramacel - Huljaj / Hulaj - Istinić / Isniq - Jasić-Đocaj / Jasiq-Gjocaj - Junik Junik - Kodralija / Kodrali - Ljubușa / Lpushë - Ljumbarda / Lumbardh - Maznik / Maznik - Papić / Papiqi | - Papracane / Prapacan - Pobrdje / Pobërgjë - Požar / Pozhar - Prilep / Prelep - Rastavica / Rastavicë - Rznic I / Rrzniq I - Rznic II / Rrzniq II - Saptelj / Shaptej - Slup / Sllup - Vokša / Voksh |

Municipiul Orahovac:
| - Bela Crkva / Bellacrkvë - Bratotin / Bratotinë - Brestovac / Brestovc - Brnjaća / Brnjaq - Celina / Celin - Čiflak / Çifllëk - Danjane / Damnjan - Dobri Dol / Dobridoll - Donje Potocane / Potoçani i Ultë - Drenovac / Dranovc - Gedža / Gexhë | - Gornje Potocane / Potoçani i Epërm - Koznik / Koznik - Kramovik / Kramovik - Mala Hoca / Hoca e Vogël - Mrasor / Mrasor - Naspale / Nashpal - Nogavac / Nogavc - Opteruša / Opterushë - Orahovac / Rahovec - Petković / Petkoviq - Poluža / Polluzhë | - Pusto Selo / Pustosellë - Radoste / Radostë - Ratkovac / Ratkovc - Retimlje / Retimlë - Sanovac / Sanovc - Sopnić / Sopniq - Velika Hoca / Hoca i Madhe - Velika Kruša / Krusha e Madhe - Vranjak / Vranjak - Zatrić / Zatriq - Zočište / Zoçishtë - Zrze / Xërxë |

## Coduri poștale
| Codul poștal al provinciei Kosovo - 50000 Dakovica                                              |           |             |            |
| District                                                                                        | Municipiu | Localitate  | Cod poștal |
| Dakovica                                                                                        | Dakovica  | Dakovica    | 50000      |
| Dakovica                                                                                        | Dakovica  | Dakovica 1  | 50010      |
| Dakovica                                                                                        | Dakovica  | Dakovica 4  | 50040      |
| Dakovica                                                                                        | Dakovica  | Dakovica 5  | 50050      |
| Dakovica                                                                                        | Dakovica  | Dakovica 6  | 50060      |
| Dakovica                                                                                        | Dakovica  | Dakovica 7  | 50070      |
| Dakovica                                                                                        | Dakovica  | Dakovica 8  | 50080      |
| Dakovica                                                                                        | Dakovica  | Dakovica 9  | 50090      |
| Dakovica                                                                                        | Dakovica  | Dakovica 10 | 50100      |
| Dakovica                                                                                        | Dakovica  | Bistrazin   | 50500      |
| Dakovica                                                                                        | Dečani    | Dečani      | 51000      |
| Dakovica                                                                                        | Dečani    | Junik       | 51050      |
| Source: Poșta și Telecomunicațiile din Kosovo J.S.C. (PTK) Lista codurilor poștalePDF (199 KiB) |           |             |            |